# Asansol
Asansol (beng. আসানসোল) – miasto w północno-wschodnich Indiach, które leży w dolinie rzeki Damodar, w stanie Bengal Zachodni. Jest drugim co do wielkości miasta i aglomeracji w Zachodnim Bengalu po Kalkucie i 39 największą aglomeracją w Indiach.
W 1991 miasto liczyło ok. 262 tys. mieszkańców.
Ważny ośrodek w okręgu przemysłowym, gdzie rozwinął się przemysł hutniczy, maszynowy, środków transportu, elektrotechniczny, metalowy oraz chemiczny.

## Zabytki
W pobliżu miasta znajdują się świątynie hinduistyczne z wysokimi śikharami, które przypominają świątynie Bhubaneśwaru.